# Centaur Technology
Centaur Technology je bio procesorski proizvodni ogranak firme IDT.
Polovicom devedesetih godina uvidjevši tržišnu vrijednost poslova proizvodnje procesora korporacija IDT se odlučuje na kreiranje odjela Centaur. Njen prvi proizvod postaje procesor Winchip brzine 200 Mhz koji izlazi na tržište u listopadu 1997. godine. Iako je ta brzina za ovo razdoblje bila koliko toliko odgovarajuća njen stvarni procesorski potencijal nije. Benchmarkovi zajedno s kritičarima su komentirali da je ovaj procesor ništa više nego prenabrijani procesor 486 u doba prvih Pentium II. procesora. Niti niske cijene zajedno s povećanjem brzine koja dostiže 240 Mhz u obliku procesora Winchip 2 nisu uspjele spasit proizvodnju od propasti.
Doživjevši sličan neuspjeh kao i Cyrix s vlastitim dizajnom IDT se odlučuje na prodaju korporaciji Via koja će dati novi život posrnulom projektu. Dokaz potpunog neuspjeha ovog dizajna, koji je privukao neograničenu mržnju mušterija je izdavanje treće generacije Winchip procesora pod imenom VIA Cyrix III. 
Danas je ova generacija toga procesora još uvijek u proizvodnji pod imenom C3 ili Via C3 s maksimalnom brzinom od 1.4 Ghz. Dizajnerski problemi od prve generacije procesora još uvijek nisu prevaziđeni tako da Via C3 na 1 Ghz ima procesorsku snagu Celerona na 550 Mhz. Jedina prednost ovog procesora se nalazi u njegovoj malenoj potrošnji električne energije što je danas postalo problem u Intelu i AMDu zbog velikog zagrijavanja.
Još prije šest mjeseci Via je najavila novu generaciju ovog procesora pod imenom Via C7.